# Худайбергенов Мадьяр
Мадьяр Худайбергенов (28 грудня 1924, кишлак Ябли-Кангла Шаватського району, тепер Хорезмської області, Узбекистан — 29 червня 2016, тепер Узбекистан) — радянський узбецький діяч, 1-й секретар Хорезмського обкому КП Узбекистану. Депутат Верховної ради СРСР 8—11-го скликань. Кандидат економічних наук.

## Життєпис
З 1941 року — вчитель в Узбецькій РСР.
У травні 1943—1945 роках — у Радянській армії, учасник німецько-радянської війни. Служив у 467-му стрілецькому полку 81-ї стрілецької дивізії.
У 1945—1951 роках — завідувач навчальної частини, директор школи, завідувач районного відділу народної освіти в Узбецькій РСР.
Закінчив Ургенчський вчительський інститут Хорезмської області.
Член ВКП(б) з 1949 року.
У 1951—1965 роках — секретар Шаватського районного комітету КП(б) Узбекистану Хорезмської області; завідувач відділу Хорезмського обласного комітету КП Узбекистану; 1-й секретар Хивінського районного комітету КП Узбекистану Хорезмської області.
Закінчив Вищу партійну школу при ЦК КПРС.
У квітні 1965 — лютому 1968 року — голова виконавчого комітету Хорезмської обласної ради депутатів трудящих.
У лютому 1968 — 13 січня 1986 року — 1-й секретар Хорезмського обласного комітету КП Узбекистану.
З 1986 року — на пенсії.
Помер 29 червня 2016 року.

## Звання
- капітан
- підполковник

## Нагороди
- чотири ордени Леніна (1.03.1965, 27.08.1971, 20.02.1978, 30.12.1983)
- орден Жовтневої Революції (1973)
- орден Вітчизняної війни І ст. (1985)
- медаль «За трудову доблесть» (1959)
- медаль «За відвагу» (16.06.1976)
- медалі
- Заслужений працівник культури Узбецької РСР